# August Jensen
August Jensen, nascido a 29 de agosto de 1991, é um ciclista norueguês, membro da equipa Israel Cycling Academy.

## Palmarés
2015
- Kreiz Breizh Elites, mais 1 etapa

2016
- Grande Prêmio Liberty Seguros, mais 1 etapa

2017
- 1 etapa do Tour de Loir-et-Cher
- 2 etapas do Oberösterreichrundfahrt
- 1 etapa da Arctic Race de Noruega[1]